# Госьцешинек
Госьцешинек (пол. Gościeszynek) — село в Польщі, у гміні Рогово Жнінського повіту Куявсько-Поморського воєводства.
Населення — 100 осіб (2011).
У 1975-1998 роках село належало до Бидгощського воєводства.

## Демографія
Демографічна структура станом на 31 березня 2011 року:
|          | Загалом | Допрацездатний вік | Працездатний вік | Постпрацездатний вік |
| -------- | ------- | ------------------ | ---------------- | -------------------- |
| Чоловіки | 53      | 19                 | 31               | 3                    |
| Жінки    | 47      | 12                 | 30               | 5                    |
| Разом    | 100     | 31                 | 61               | 8                    |